# Atrometoides maracandicus
Atrometoides maracandicus là một loài tò vò trong họ Ichneumonidae.